# Метасиликат лития
Метасиликат лития — неорганическое соединение,
соль лития и кремнёвой кислоты с формулой Li2SiO3,
бесцветные кристаллы,
не растворяется в воде.

## Получение
- Спекание карбоната лития и диоксида кремния

{\displaystyle {\mathsf {Li_{2}CO_{3}+SiO_{2}\ {\xrightarrow {515-565^{o}C}}\ Li_{2}SiO_{3}+CO_{2}\uparrow }}}

## Физические свойства
Метасиликат лития образует бесцветные кристаллы
ромбической сингонии,
пространственная группа C mc21,
параметры ячейки a = 0,9396 нм, b = 0,5396 нм, c = 0,4661 нм, Z = 4 .
Не растворяется в холодной воде, гидролизуется в горячей.

## Применение
- Точка плавления метасиликата лития используется для градуировки термопар.